# إيما موست
إيما موست (مواليد 1966) ناشطة بيئية ومعلمة وشاعرة إنجليزية عملت سابقًا كأمين مكتبة.

## سيرة شخصية
حصلت إما على جائزة جولدن مان للبيئة في عام 1995 لجهودها في حماية الأرض، ولا سيما تأثيرها على سياسات بناء الطرق البريطانية من خلال احتجاج على الطريق في المملكة المتحدة [الإنجليزية] ضد امتداد الطريق السريع M3 في تويفورد داون [الإنجليزية]، بالقرب من المكان الذي نشأت فيه. ذهبت للعمل مع Alarm UK! (مجموعة شاملة للاحتجاج على بناء الطرق على مستوى الدولة)، والنقل 2000 (أعيدت تسميتها لاحقًا حملة من أجل نقل أفضل (المملكة المتحدة) [الإنجليزية]، وحركة حركة التنمية العالمية [الإنجليزية].
حصلت على درجة الدكتوراه في الكتابة الإبداعية في مركز شيموس هيني للشعر [الإنجليزية]، جامعة كوينز في بلفاست، مع التركيز على الشعر البيئي والنقد البيئي. نُشرت في مجلات في أيرلندا والمملكة المتحدة، مثل ابردج و ذا اوبين اير و ذا بوتس بليس. سُميت في عام 2016 كواحدة من الجيل الصاعد من الشعراء من قبل مراجعة الشعر في ايرلندا. فازت بجائزة المدافعين عن البيئة الافتتاحية في عام 2019 في حفل توزيع جوائز جينكو عن قصيدتها "تول".

## المنشورات
- ملاحظات حول استخدام المنجل النمساوي. ماتلوك، ديربيشاير: شعر تمبلر [الإنجليزية]، 2015.(ردمك 190628542X).
- يجعلني المستقبل دائمًا عطشانًا جدًا: شعراء جدد من شمال أيرلندا. نيوتاوناردز، أيرلندا الشمالية: مطبعة بلاكستاف [الإنجليزية] 2016. حرره سيناد موريسي وستيفن كونولي مع ميريام جامبل وستيفن سيكستون وآدم كروثرز وماست.(ردمك 978-0856409714)رقم ISBN 978-0856409714.

## الجوائز
- 1995: جائزة جولدمان البيئية[3]
- 2013: الجائزة الثانية في جوائز Strokestown الدولية للشعر لملاحظات حول استخدام المنجل النمساوي[2][9]
- 2015: جائزة Templar Portfolio[10]
- 2019: جائزة المدافعين عن البيئة في حفل توزيع جوائز الجنكة[11]

## أنظر أيضا
- ريبيكا لاش [الإنجليزية]

## روابط خارجية
- Emma Must:1995 Goldman Prize winner, England لجائزة جولدن مان للبيئة (مقطع)